# Agents of Misfortune
Agents of Misfortune var et band der blev stiftet af Jim Martin, Cliff Burton og en af deres venner Dave med det formål at deltage i "The Battle of the Bands" i 1984. Deres intentioner var at fange Maxwell's atmosfære i et offentligt mainstreammiljø. Optagelsesprøverne blev afholdt på Sunset High School i Hayward California. Der var et sted mellem 30 og 50 bands til optagelsesprøverne, hvor kun 10 bands ville blive valgt til at konkurrere i "The Battle of the Bands." 10 dommere bedømte hvert band og brugte et foruddefineret scorekort til at identificere de bedste bands. Disse scorekort havde kategorier der dækkede: originalitet, sceneshow, selvstændighed, timing og komponering og andre kategorier der blev tildelt en karakter fra 1 til 10. De 10 bands med flest point kom med i "The Battle of the Bands"
Hvert band til optagelsesprøven fik hver 12 minutters tid. For de fleste bands var det nok til 3 eller 4 sange. Det skal noteres at dette var i 1984 hvor glam rock var in. Spandex, hårspray og makeup var overalt. De typiske 3-4 minutter lange sange ville blive spillet gennem næsten hele optagelsesprøven. Maxwell sange var mellem 60-90 minutter lange.
Det sidste sæt startede med en sang der aldrig blev navngivet. Det var en slags industriel komposition der tillod Jim og Cliff at udforske uafhængige soloer der faldt ind og ud af tempo og takt der blev holdt af Dave. Efter hvert soloudbrud returnerede bandet tilbage til grundlinjen for at starte det hele igen. Versionen spillet til optagelsesprøven gennemgik kun to af disse omgange.
Ved slutningen af anden omgang startede de med at hæve hastigheden og skiftede direkte ind i Maxwell I. Dette fik alles opmærksomhed. Hvad skete der? Dommerne dømte ikke længere, Cliff kastede sit hoved rundt i luften, Jim lavede voldsomme, skrækfilmslignende effekter med sin violinbue på sin Flying V guitar og Dave faldt ind og ud af musikken med sine trommer og bækkener.
Dette skræmte mange mennesker. Det yngre publikum var målløse og forvirrede. Det ældre publikum (forældre, etc.) var synligt forargede.
Slutningen kom et sted efter 12 minutsreglen og røg tilbage til den oprindelig åbningssang. Dommerne havde blandede meninger. Nogle sad bare helt målløse andre var synligt irriterede og resten havde travlt med at fylde deres scorekort ud. Folkene bag optagelsesprøverne interviewede Jim, Dave og Cliff bagefter og havde en masse spørgsmål til hvorfor og hvordan.
The Agents of Misfortune kom ikke på top 10 og var derfor ikke i stand til at konkurrere i "The Battle of the Bands."
Der blev optaget en video til optagelsesprøven som ifølge www.rotgrub.com vil blive udgivet på DVD i den nærmeste fremtid. Indtil da kan den ses i lav kvalitet på http://www.rotgrub.com Arkiveret 19. oktober 2020 hos  Wayback Machine og der forefindes også et lydklip.

## Medlemmer
Cliff Burton – El-Bas

Jim Martin – El-guitar

Dave Donato – Trommer

## Udstyr
Da den film der er udgivet på nettet er i meget lav kvalitet er det svært at se hvad for noget udstyr men Cliff Burtons bas kan identificeres som en Rickenbacker 4001. Cliff spiller sandsynligvis med en Electro-Harmonix Big Muff PI USSR distortion pedal og en Morley Power Wah Boost pedal, da det er de to pedaler han officielt har brugt. Jim Martin spiller på en flying-V guitar. Om det er en ægte Gibson eller en kopi kan ikke ses i filmen. Jim spiller gennem Marshall forstærkere og benytter en violinbue.